# Reeperbahn (musikgrupp)
Reeperbahn var en svensk pop/punk/rockgrupp som var aktiv åren 1977–1984.

## Bandet
Bandet startade i punkens svallvågor 1977 och använde i början bland annat gruppnamnen Rotten Group och Lesbian Hardcore. Under denna första tid fanns också Janne Andersson, Jörgen Larsson och Björn Ådén med en kortare period i bandet. Det var 1978 gruppen körde igång på allvar. En av de tidigaste inspelningarna med Reeperbahn är Sveriges Radios inspelning från Långholmsparken juni 1978, där bandet spelar låtar som hade skrotats lagom till LP-debuten året efter.
När bandet fick skivkontrakt 1979 med Mercury Records bestod bandet av Olle Ljungström (sång, gitarr), Dan Sundquist (sång, bas), Eddie Sjöberg (gitarr) och Peter Korhonen (trummor). Debuten skedde med singeln Havet ligger blankt, vilken följdes upp av den självbetitlade debut-LP:n november samma år, där man blandade pop, punk och rock. Skivan var  experimentell och blev ingen större framgång för bandet. Sitt genombrott fick Reeperbahn med Venuspassagen (1981) då Jan Kyhle anslutit till gruppen; skivan lär ursprungligen ha sålt över 25 000 exemplar. Populariteten gjorde att Reeperbahn ett flertal gånger uppträdde i svensk TV 1980–1983.
På de två första albumen delade Ljungström och Sundquist på både att sjunga, komponera musik samt skriva texter. Sommaren 1982 lämnade emellertid Sundquist gruppen och ersattes av Peter Ivarss från Underjordiska Lyxorkestern. Med detta blev Ljungström alltmer frontfigur i bandet. Man bytte skivbolag till Stranded Rekords och släppte februari 1983 singeln Marrakesh och albumet Peep-Show (producerad av Johan Vävare), vilka visade ett mer synthbaserat sound. Samma år medverkade även Reeperbahn i filmen G – som i gemenskap som det fiktiva bandet Nürnberg 47, där de framförde låten Hundarna brinner, samt en cover på Venus in Furs. Även om deras medverkan i G-filmen skaffade bandet en del publicitet erkände Ljungström efterhanden att han inte var väldigt entusiastisk över projektet: "Vi var inte särskilt stolta över att vara med i filmen då för den kändes för dum. Jag tillhörde väl inte målgruppen om man säger så."
I september 1983, precis innan albumet Intriger skulle spelas in, avled Ivarss genom en olycka. Albumet spelades ändå in, men endast med Ljungström och Sjöberg kvar av de tidigare medlemmarna. Övriga musiker som medverkade på skivan var Latte Kronlund (bas), Fred Asp (trummor), Fredric Holmquist (keyboards) med systrarna (Irma och Idde) Schultz samt Heinz Liljedahl på kör. Intriger släpptes november 1983 och bandet gjorde därefter några ytterligare svenska turnéer men splittrades efter de sista spelningarna på Gotland i juni 1984. Det fanns inget uttalat beslut att splittra bandet, men det har beskrivits som att ingen längre hade energi och engagemang att fortsätta, enligt Olle Ljungström-biografin Jag är både listig och stark (Norstedts, 2011).
1986 skedde emellertid en återförening med den ursprungliga uppsättningen från Venuspassagen förstärkt med Latte Kronlund, och de genomförde bland annat en spelning och en presskonferens på Hultsfredsfestivalen. Bandet höll efter återföreningen bara ihop under några månader, varefter Ljungström bland annat ägnade sig åt reklambranschen medan Sundquist blev en av Sveriges mer bemärkta musikproducenter.
Våren 2010 återsläpptes varje album av Reeperbahn (inkl. Samlade Singlar) på CD, med tillhörande bonus-DVD där alla SVT:s inspelningar av Reeperbahn finns med. Rariteter, radiospelningar, outgivna låtar, demos och tidigare opublicerade bilder finns med som bonusmaterial.

## Tiden efter

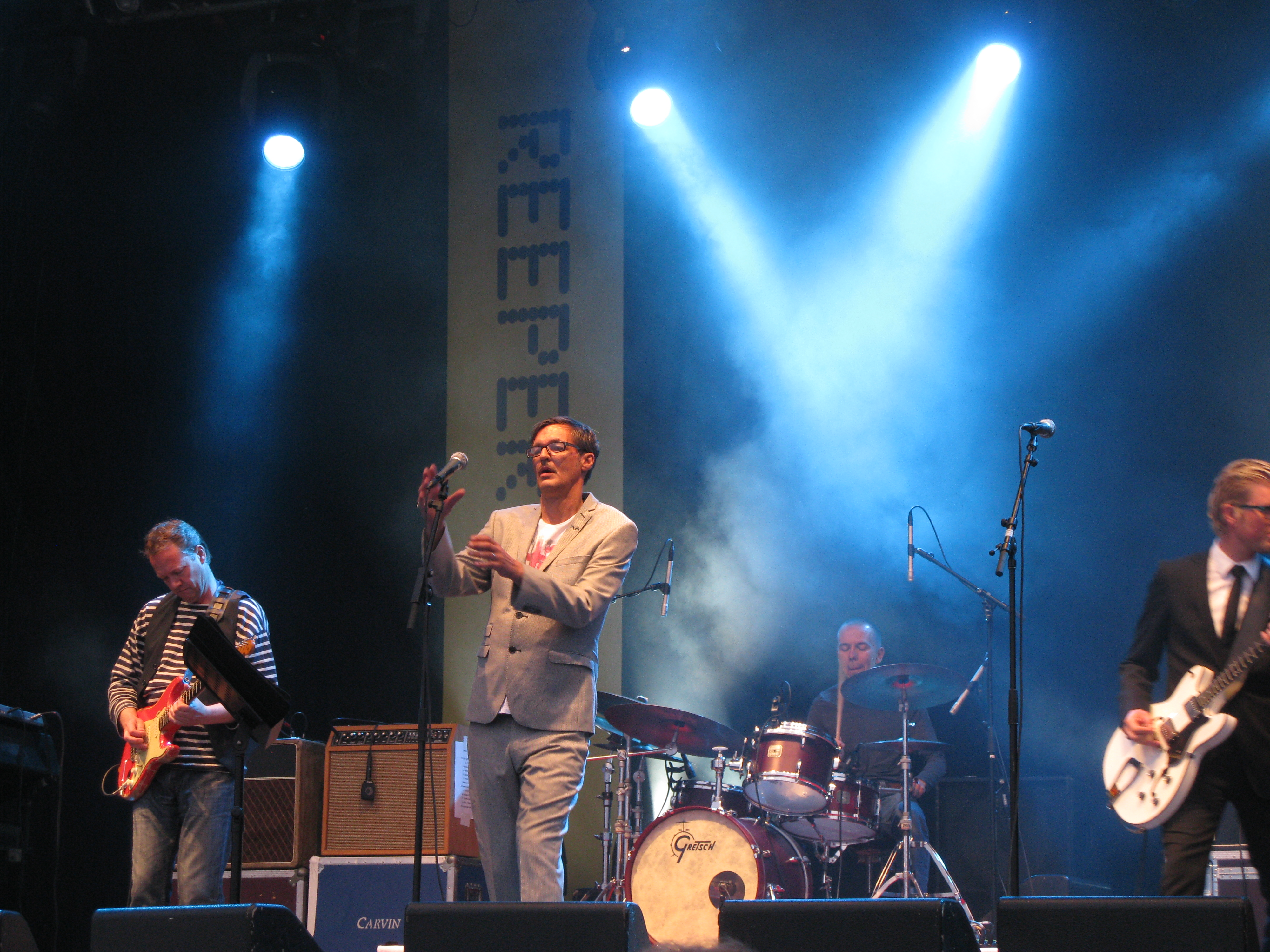
Reeperbahn under Forever Young i Varberg, augusti 2010

Dan Sundquist hade efter att ha lämnat gruppen vissa framgångar med gruppen Dan Sundquist & Prins Valiant 1983-84 medan Ljungström bildade gruppen Heinz & Young tillsammans med Heinz Liljedahl och gav ut albumet Buzz Buzz Boys. Heinz & Young blev dock ett mycket kortvarigt projekt.
1992 började Ljungström uppträda solo och skivdebuterade som soloartist året därpå. Som sådan arbetade han ofta ihop med Heinz Liljedahl (som medkompositör och kompgitarrist) och även Sundquist (som producent), och på senare år även med producenten och musikern Torsten Larsson. Ljungström släppte totalt åtta album som soloartist åren 1993-2013.
Augusti 2010 höll Reeperbahn sina första konserter sedan 1986, när de spelade i sex städer under festivalen Forever Young, en turné med inriktning på 80-talsmusik. Andra band som uppträdde var Alphaville, Howard Jones, The Human League, Jakob Hellman, Lustans Lakejer och Ultravox. Dessa sex spelningar blev sista gången som Reeperbahn någonsin uppträdde tillsammans innan Ljungströms död 2016. Förutom originalmedlemmarna Ljungström, Sjöberg och Korhonen medverkade Joel Fritzell, gitarr, Kalle Stingzing, keyboard och Jukka Rintamäki, bas.
12 augusti 2021 släppte Reeperbahn, nu bestående av Dan Sundquist, Eddie Sjöberg, Jan Kyhle och Peter Korhonen, singeln Vi som älskade dig så, som en hyllningslåt i samband med att Olle Ljungström skulle fyllt 60 år den dagen. Singeln utgjorde den första nya musik bandet släppt sedan albumet Intriger år 1983.

## Medlemmar
- Olle Ljungström – sång, gitarr (1977–1984, 1986, 2010)
- Dan Sundquist – sång, bas (1977–1982, 1986, 2021)
- Eddie Sjöberg – gitarr (1977–1984, 1986, 2010, 2021)
- Peter Korhonen – trummor (1977–1983, 1986, 2010, 2021)
- Jan Kyhle – blåsinstrument, keyboard (1981–1983, 2021)
- Peter Ivarsson – elbas (ersatte Sundquist, 1982–1983)
- Fred Asp – trummor (1983–1984)
- Latte Kronlund – bas (1983–1984)

## Diskografi

### Album
- 1979 – Reeperbahn
- 1981 – Venuspassagen
- 1983 – Peep-Show
- 1983 – Intriger

### Samlingsalbum
- 1982 – Samlade singlar
- 1993 – Reeperbahn 79-83

### EP
- 1980 – Reeperbahn EP

### Singlar
- 1979 – Havet ligger blankt
- 1979 - The No. 1 Disco Hit (Disco Made Me Crazy)
- 1980 – Lycklig
- 1981 – Till: Mitt Liv
- 1982 – Dansar
- 1982 – Marrakech
- 1983 – Vackra livet
- 2021 – Vi som älskade dig så